# Station Loenen
Station Loenen (Lnn) is een voormalig station in Loenen, aan de spoorlijn Dieren - Apeldoorn. Het was in gebruik van 2 juli 1887 tot 1 augustus 1950. Tegenwoordig is hier een halte van de Veluwsche Stoomtrein Maatschappij.
Dit stationsontwerp werd Standaardtype KNLS genoemd en werd voor diverse spoorwegstations gebruikt in de jaren 80 van de 19e eeuw. De architect was K.H. van Brederode. Het stationstype is in drie soorten ingedeeld, waarbij dit station viel binnen het type KNLS 3e klasse.

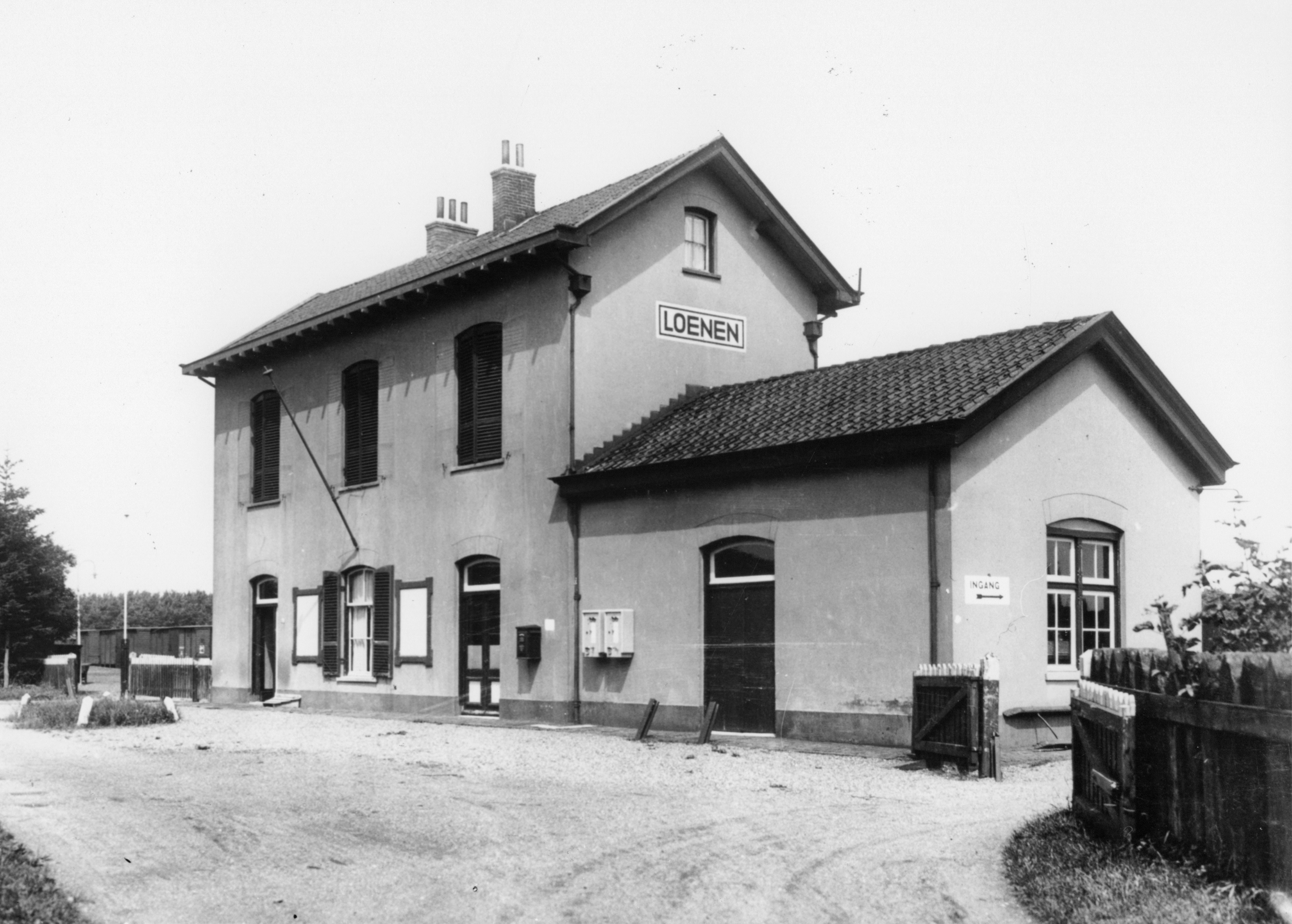
Station Loenen in 1937